# Peter Langdal
Peter Langdal, född 24 mars 1957 i Köpenhamn, är en dansk teaterregissör.

## Biografi
1982 tog Peter Langdal examen från Statens Teaterskole i Köpenhamn. Han debuterade som regissör 1983 med sin egen Plys og Plastic på Gladsaxe Teater. Hans genombrott skedde med Friedrich Schillers Røverne (Die Räuber) 1985 på samma teater. 1986 invigde han Østre Gasværk Teater med William Shakespeares En skærsommernatsdrøm (En midsommarnattsdröm). Han var chef för Betty Nansen Teatret 1992-2015, där han bland andra satte upp två pjäser av P.O. Enquist: Billedmagerne (Bildmakarna) 1998 och urpremiären på Søstrene (Systrarna) år 2000, en adaption av Anton Tjechovs Tre systrar. Peter Langdal räknas som en av Nordens mest nyskapande regissörer. Hans signum är att förpacka varje uppsättning i en kroppsligt uttrycksfull form med stark teatralisk energi, detta gäller både hans nytolkande uppsättningar av klassiker och av samtidsdramatik. Han har oftast samarbetat med scenografen Karin Betz som skapar skulpturalt enkla scenrum. När de gjorde Jeppe på Berget (Jeppe paa Bjerget) av Ludvig Holberg på Dramaten 1986 i översättning av Hans Alfredson och med Börje Ahlstedt och Lena Nyman i huvudrollerna mötte man Jeppe krälande högt upp på det starkt lutande scengolvet. Peter Langdal har också regisserat flera musikaler och opera på Den Jyske Opera 1990 och 1992.
Peter Langdal har fortsatt göra återkommande uppsättningar på Dramaten. 1988 satte han upp Tolvskillingsoperan (Die Dreigroschenoper) av Bertolt Brecht i översättning av Curt Berg och Hans Alfredson med Johan Rabaeus och Sif Ruud. Därpå följde Romeo och Julia (Romeo and Juliet) av William Shakespeare med Thorsten Flinck och Lena Endre 1991. 1997 återkom Peter Langdal med Anton Tjechovs Körsbärsträdgården (Visjnjovyj sad) i översättning av Lars Kleberg och med bland andra Maria Bonnevie och Erland Josephson. 2001 gjorde han Hustruskolan (L'Ecole des Femmes) av Molière i översättning av Lars Forssell och med Börje Ahlstedt i huvudrollen. 2011 var det dags för Två herrars tjänare (Il servitore di due padroni) av Carlo Goldoni i översättning av Eva Alexandersson och med Morgan Alling. Den senaste uppsättningen var Amadeus av Peter Shaffer i översättning av Göran O. Eriksson och med Johan Rabaeus och Adam Pålsson 2013.

## Regi (urval)
| År   | Produktion                                      | Upphovsmän                                                              | Teater               |
| ---- | ----------------------------------------------- | ----------------------------------------------------------------------- | -------------------- |
| 1988 | Tolvskillingsoperan Die Dreigroschenoper        | Bertolt Brecht och Kurt Weill Översättning Curt Berg och Hans Alfredson | Dramaten             |
| 1991 | Romeo och Julia Romeo and Juliet                | William Shakespeare                                                     | Dramaten             |
| 1997 | Körsbärsträdgården Вишнёвый сад, Visjnjovyj sad | Anton Tjechov Översättning Lars Kleberg                                 | Dramaten             |
| 2000 | Søstrene Moskva                                 | Per Olov Enquist                                                        | Betty Nansen Teatret |
| 2013 | Amadeus                                         | Peter Shaffer Översättning Göran O. Eriksson                            | Dramaten             |
| 2019 | Dövheten                                        | Niklas Rådström                                                         | Dramaten             |